# Leofa truncata
Leofa truncata är en insektsart som beskrevs av Chandrasekhara A. Viraktamath 1992. Leofa truncata ingår i släktet Leofa och familjen dvärgstritar. Inga underarter finns listade i Catalogue of Life.